# Hinojosa del Valle
Hinojosa del Valle és una localitat espanyola situada a la Comunitat Autònoma d'Extremadura a la província de Badajoz.